# Туризам на Малти
Туризам на Малти је важан сектор економије земље, доприноси са око 15 процената националног бруто друштвеног производа (БДП). Надгледа га Туристичка управа на Малти, припада под одговорност Министра за туризам, животну средину и културу. На Малти се налазе бројне туристичке атракције које садрже елементе богате историје и културе острва, као и активности на води повезане са Средоземним морем. Поред тога, здравствени туризам је постао популаран на Малти последњих година, посебно због напора владе да пласира ту праксу туристима из Велике Британије.

## Атракције
Малта има дугу и богату историју, која се одражава и на културним атракцијама острва. Феничани, Картагињани, Римљани и Византијци су у неком тренутку историје окупирали Малту, остављајући комбинацију многих различитих архитектонских стилова и артефаката. Владавина Хоспиталаца над Малтом од 1530. до 1798. године резултирала је наслеђем сложене уметности и архитектуре широм Малте. У модерним музејима и галеријама у земљи налазе се бројне реликвије из историје Малте.
На Малти се може уживати и у бројним активностима на води. На северној Малти су бројна летовалишта, одмаралишта и плаже, са кафићима, ресторанима и киосцима. Северозапад Малте има најмирније острвске плаже. Гозо и Комино такође имају популарне плаже, мада је много вероватније да ће бити тише, стеновитије и погодније за роњење. Средоземно море око Малте популарно је за роњење -  плићи зарони за рониоце почетнике, а искуснији рониоци могу да зароне дубље како би пронашли историјске артефакте из Другог светског рата или раније.

## Главна туристичка дешавања
Главна туристичка дешавања, посебно догађаји повезани са католичком вером, важан су сегмент малтешког туристичког сектора. Током Свете недеље, процесија и верске службе доминирају земљом, а на сеоским трговима Малте постављају се штандови са храном. Други популарни главни догађај је Карневал, традиционална прослава стара пет векова, која траје пет дана пре Чисте среде. Малтежани су углавном римокатолици.
Један од највећих спортских догађаја који се одржава на острву је Малта маратон. Сваке године се одржава крајем фебруара или почетком марта, а трка привлачи бројне међународне такмичаре. 2010. године било је око 1.400 учесника.

## Здравствени туризам
Фокусна подручја медицинског туризма укључују „козметичку хирургију, ортопедију, офталмолошке, неуролошке, уролошке, онколошке, дијагностичке, баријатријске и кардиолошке услуге“. Фокусно циљно тржиште здравствених туриста на Малти је Велика Британија, а следе Северна Африка, Блиски исток, Русија и Северна Америка.

## Образовни туризам у ЕСЛ индустрији
Образовни туризам у великој мери доприноси броју годишњих туриста на Малти. Последњих година Малта је успешно постала доминантна земља у индустрији ЕСЛ-а (енглески као други језик). То се може приписати чињеници да је енглески језик службени језик на Малти, као и због сродне климе, културног и историјског наслеђа, сигурног окружења  и високог животног стандарда.
То је резултирало бројним квалитетним школама енглеског језика које раде на острвима током целе године. Иако је већина школа енглеског језика на Малти, неке институције имају центар и на Гозу.
Школе енглеског језика на Малти су акредитоване и лиценциране од стране различитих међународних и локалних институција унутар ЕСЛ индустрије.

## Визе
Посетиоцима из већине земаља потребна је виза да би посетили Малту. Посетиоци који већ поседују важећу визу за шенгенску зону вероватно неће требати да испуњавају никакве формалности за улазак на Малту, све док су унутар шенгенске зоне. Посетиоцима са држављанством Европске уније није потребна виза за улазак на Малту јер имају право на слободно кретање унутар Европске уније.

Тренутно, Малта има „споразуме о олакшању виза“ са осам земаља: Албанијом, Босном и Херцеговином, Молдавијом, Македонијом, Русијом, Србијом и Украјином.

### Историјски трендови
Туризам на Малти почео је расти почетком средином 1960-их. Током 1970-их, малтешки туризам значајно је порастао, са бројевима од 170.800 у 1970. до 705.500 у 1981. години. Од 1981. године, цифре су се смањиле на око 500 000 посетилаца годишње до касних 1980-их, када је поново почео тренд пораста. Средином 1990-их, бројке су биле чак и 1,2 милиона туриста годишње.
Нестабилност малтешког туристичког тржишта у прошлости је највећим делом резултат тренда склоности туриста из Велике Британије, који чине највеће туристичко тржиште Малте. Све већа склоност британских туриста према шпанским дестинацијама током 1980-их одражавала се на пад туристичког броја на Малти у том периоду.